# ヴルカノドン
ヴルカノドン（学名：Vulcanodon）は、現在知られている最古の竜脚類のひとつ。ウルカノドンとも。中生代前期ジュラ紀に現在のアフリカ大陸に生息していた。属名は火山岩の中で発見されたことに由来する。
全長約6.5メートル。胴体は太くずんぐりとしていた。前肢は比較的長い。各肢端には鋭くはないが鉤爪があったが、前後とも第一趾のみ爪が大型化していた。
骨格とともに7本の歯が発見されているが、これは捕食者のものであると推定されている。